# Захари Минчев
Захари Минчев Маринов (прякори: като футболист Зарьо, днес Бат Зари ) е български футболист, централен нападател. Поради високият си ръст играе добре с глава. Много добър изпълнител на дузпи.

## Кариера

### „Лудогорец"
Минчев е юноша на „Лудогорец", където играе в Североизточната юношеска В група (1971 – 1973). През този период заедно с Рафи Рафиев се открояват като най-добрите играчи на отбора. На 18 години дебютира в мъжкия отбор, в който играе в Б РФГ от 1974 г. до 1982 г. С 208 мача се нарежда на второ място по изиграни мачове след Младен Ангелов. С отбелязаните общо 62 гола става голмайстор-рекордьор на „Лудогорец" за всички времена. В юношеската и мъжката формация на „Лудогорец" винаги играе с №9 и е щатен изпълнител на дузпите. Когато през 2011 г. „Лудогорец" влиза в А ПФГ работи за кратко в клуба. .

### „Етър"
Забелязан е от треньора Георги Василев и през 1982 г. преминава в „Етър". От 1982 г. до 1988 г. изиграва в А РФГ 172 мача и отбелязва 21 гола .

## Успехи
- Носител на купа „Интертото": 1987 г. [4]
- Трето място в А футболна група: 1989 г.